# Lewis Travis
Lewis Travis (* 16. Oktober 1997 in Whiston, Lancashire) ist ein englischer Fußballspieler, der beim Zweitligisten Blackburn Rovers unter Vertrag steht.

## Karriere
Der in Whiston, Lancashire geborene Lewis Travis wechselte im Alter von sieben Jahren in den Nachwuchs des FC Liverpool, nachdem er zuvor für Bleak Hill Eccleston gespielt hatte. Dort spielte er zehn Jahre in unterschiedlichen Altersklassen, zuletzt auf der Position des rechten Außenverteidigers. Im Dezember 2014 wechselte er in die Jugend der Blackburn Rovers, wo er im Mai 2015 erstmals für die U23-Mannschaft in der Premier League 2 auflief. In der Spielzeit 2016/17 spielte er auch erstmals im Mittelfeld und kam als Stammkraft in 19 Ligaspielen zum Einsatz.
Am 29. August 2017 debütierte er beim 1:0-Pokalsieg gegen die U23-Mannschaft von Stoke City für die erste Mannschaft der Rovers. In der dritthöchsten englischen Spielklasse absolvierte er in dieser Saison 2017/18 fünf Spiele und stieg mit dem Verein als Vizemeister in die zweitklassige EFL Championship auf. In der Rückrunde der nächsten Spielzeit 2018/19 stieg er zum Stammspieler im defensiven Mittelfeld auf. Am 27. April 2019 (45. Spieltag) erzielte er bei der 1:2-Auswärtsniederlage gegen Norwich City sein erstes Tor im professionellen Fußball. In dieser Saison kam er in 26 Ligaspielen zum Einsatz, in denen ihm ein Tor und eine Vorlage gelang. Anfang Januar 2024 wechselte er leihweise zu Ipswich Town.

## Erfolge
Blackburn Rovers
- Aufstieg in die EFL Championship: 2017/18